# Amiga Disk Format
ADF (ang. Amiga Disk Format) – obraz dyskietki w postaci pliku używanego przez emulatory i komputery Amiga. Pliki w tym formacie były używane przez gry lub programy wykonujące kopie zapasowe. Kontroler dyskietek (ang. floppy disk controller, FDC) Amigi jest zdolny do odczytu i zapisu nie tylko własnych dyskietek, ale i komputerów PC, Macintosh, AppleII i C64. Nie jest natomiast możliwy odczyt dyskietki z Amigi przez standardowy kontroler PC. Jest to jedna z przyczyn powstania formatu ADF.
W plikach ADF można przechowywać obrazy dyskietek zawierających poprawny format ścieżek, zgodny AmigaDOS. Wiele gier na Amidze implementowało własne formaty zapisu i protekcji na dyskietkach.

## Format
Pliki w formacie ADF zawierają obraz dyskietki, większość z nich ma rozmiar 901,120 bajtów, co wynika z przemnożenia 512*11*2*80:
- bajty/sektor: 512
- sektory/ścieżki: 11
- ścieżki/cylindry: 2
- cylindry/dysk: 80

Dane te odnoszą się do dysków o podwójnej gęstości – DD (ang. Double Density). Dyskietki HD (ang. High Density) posiadają 22 sektory na ścieżkę, a ich rozmiar to 1,76 MB.
Emulator Amigi – WinUAE pozwala na odczyt formatów 3.5" DD, 3.5" HD i 5.25" SD (ang. Single Density). Skompresowany za pomocą programu Gzip plik ADF posiada rozszerzenie ADZ.